# Ritoók Zsigmond (orvos)
Gálszécsi Ritoók Zsigmond (Nagyvárad, 1870. január 5. – Budapest, 1938. október 1.) orvos, belgyógyász.

## Életpályája
Ritoók Zsigmond (1837–1905) ítélőtáblai elnök és Ungvári Berta fia. A Budapesti Tudományegyetemen szerzett orvosi diplomát 1893-ban. 1893 és 1895 között Korányi Frigyes mellett gyakornok, majd 1902-ig ugyancsak Korányi Frigyes mellett tanársegéd volt. 1910-ben egyetemi magántanár, 1911-ben közkórházi főorvos (1935-ig), 1931-ben egyetemi címzetes rendkívüli tanár, 1933 és 1935 között a fővárosi kórházak központi igazgatója, 1903 és 1938 között az Igazságügyi Orvosi Tanács tagja, 1917-től jegyzője volt. 1938. október 1-jén súlyos betegsége miatt öngyilkos lett.
Unokája Ritoók Zsigmond klasszika-filológus, egyetemi tanár. 
Házastársa Tormay Mária Emma Cecília volt, akivel 1898. október 19-én Budapesten, a Józsefvárosban kötött házasságot.

## Főbb művei
- Adatok az arterio-sclerosis aetiologiai viszonyaihoz (Orvosi Hetilap, 1896. 45 - 49. sz.)
- A szívzörejek diagnosztikus értékéről (Klinikai Füz. 1899. nov.)
- Adatok az Oliver - Cardarelli-féle tünet jelentőségéhez (Orvosi Hetilap, 1900. 38. sz.)
- Vitás kérdések az endocarditisek pathogenesisében (Orvosi Hetilap, 1906. 1. sz. németül: Zeitschrift für klinische Medizin, 1907. 1 - 2. sz.)
- A verőérrendszer hypoplasiája (Orvosi Hetilap, 1906. 41. sz.)
- Az élőbeli vérnyomásmeghatározás értékéről (Orvosi Hetilap, 1909. 34. sz.)